# کانتارو سوزوکی
کانتارو سوزوکی (انگلیسی: Kantarō Suzuki؛ زاده ۱۸ ژانویهٔ ۱۸۶۸ – درگذشته ۱۷ آوریل ۱۹۴۸) یک سیاست‌مدار اهل ژاپن بود.